# Roman Gutowski
Roman Wojciech Gutowski (ur. 26 lutego 1926 w Hajdukach Wielkich, zm. 14 stycznia 2001 w Łukowie) – polski uczony, specjalista w dziedzinie mechaniki analitycznej i teorii stateczności. 

## Życiorys
Syn inżyniera mechanika Wacława Gutowskiego i Stefanii z domu Popiel. Podczas II wojny światowej mieszkał w Dąbrowie Górniczej, pracował w Hucie Bankowej i uczył się w tajnej szkole średniej. W 1945 zdał egzamin dojrzałości w Liceum im. Stanisława Staszica w Sosnowcu i wyjechał do Krakowa, gdzie rozpoczął studia na Wydziale Komunikacji Wydziałów Politechnicznych Akademii Górniczej (od 1949 AGH). Równocześnie studiował matematykę na Wydziale Matematyczno-Fizyczno-Chemicznym Uniwersytetu Jagiellońskiego. W 1951 ukończył oba kierunki uzyskując na AGH stopień magistra inżyniera mechanika o specjalności "Budowa samolotów", pozostał na uczelni jako asystent na macierzystym wydziale. W tym samym roku Roman Gutowski i kierownik prof. Stefan Ziemba zostali przeniesieni do Warszawy, gdzie zostali zatrudnieni w Katedrze Mechaniki i Wytrzymałości Materiałów w powstałej wówczas Wojskowej Akademii Technicznej. W 1957 przedstawił i obronił rozprawę „Drgania skrętne niejednorodnych walców” uzyskując stopień naukowy doktora nauk technicznych, a następnie został zastępcą kierownika Katedry Drgań i Dynamiki Konstrukcji. W 1963 na AGH habilitował się rozprawą „Problem ruchu frontu krzepnięcia cieczy”, w 1966 będąc w randze podpułkownika zakończył pracę na WAT. Został wówczas docentem w Katedrze Mechaniki kierowanej na Wydziale Mechanicznym Energetyki i Lotnictwa Politechniki Warszawskiej. Od roku akademickiego 1968/1969 katedrę przekształcono w Zakład Mechaniki Instytutu Mechaniki Stosowanej, którym Roman Gutowski kierował w latach 1970 - 1992 Roman Gutowski kierował tym zakładem. Od 1969 do 1973 pełnił funkcję dyrektora Instytutu Mechaniki Stosowanej i był dziekanem Wydziału Mechanicznego Energetyki i Lotnictwa PW. W 1973 uzyskał tytuł naukowy profesora nadzwyczajnego, a rok później zwyczajnego. Od 1987 przez trzy lata był prorektorem Politechniki Warszawskiej. Przez wiele lat był związany z Komitetem Mechaniki Polskiej Akademii Nauk, przez wiele lat przewodniczył Sekcji Mechaniki Teoretycznej. Przewodniczył również Zespołowi Dynamiki Maszyn w Komitecie Podstaw Budowy Maszyn PAN oraz był redaktorem naczelnym czasopisma „Zagadnienia Drgań Nieliniowych”.
Pochowany na cmentarzu parafialnym w Łukowie.

## Członkostwo
- Polskie Towarzystwo Mechaniki Teoretycznej i Stosowanej;
- Polskie Towarzystwo Fizyczne;
- Międzynarodowe Towarzystwo Matematyka-Mechanika;
- Komitet Naukowy międzynarodowych konferencji „International Conference on Nonlinear Oscillations”;
- Przewodniczący Rady Naukowej w Przemysłowym Instytucie Motoryzacji oraz Instytucie Lotnictwa;
- Centralna Komisja do spraw Tytułu Naukowego i Stopni Naukowych (wiceprzewodniczący sekcji nauk technicznych).

## Dorobek naukowy
Dorobek naukowy profesora Romana Gutowskiego obejmuje sześć monografii, w tym trzy jako współautor, ponadto ok. stu publikacji w czasopismach naukowych krajowych i zagranicznych. Z najważniejsze z nich uważane są: „Równania różniczkowe zwyczajne” (1971), „Mechanika analityczna” (1971) i „Dynamika i drgania układów mechanicznych” (1986).

## Odznaczenia
- Krzyż Kawalerski Orderu Odrodzenia Polski
- Medal „Za zasługi dla obronności kraju”